# Marcos Hocevar
Marcos Rudolfo Hocevar (Ijuí, 25 de setembro de 1955) é um tenista profissional brasileiro que jogou de 1979 a 1992. É considerado por diversos analistas esportivos, críticos de tênis e antigos tenistas como um dos dez maiores tenistas brasileiros da Era Aberta.

## Trajetória esportiva
Foi número um do Brasil e trinta do mundo em 1983. Disputou oito confrontos pela Copa Davis. É irmão do tenista Alexandre Hocevar e tio do tenista Ricardo Hocevar.
Atualmente é técnico do Instituto Gaúcho de Tênis (IGT), e joga torneios de veteranos (masters).
No ranking da Associação de Tenistas Profissionais (ATP), sua melhor posição em simples foi 30° do mundo e 86° em duplas. As vitórias mais expressivas ocorreram sobre Henri Leconte, Vitas Gerulaitis, Andrés Gómez e Miroslav Mecir.
Marcos é muitas vezes lembrado no mundo do tênis por ter sido vítima masculina do primeiro golden set da história do tênis na era aberta. Este fato aconteceu no dia 22 de fevereiro de 1983, na partida válida pela primeira rodada do WCT Gold Coast Classic em Delray Beach, contra o estadunidense Bill Scanlon, e encontra-se registrado no Guinness Book of World Records

## Retrospecto
Simples
- 1977 - Campeão brasileiro
- 1982 - Vice-campeão em São Paulo
- 1982 - Vice-campeão em Kitzbuhel, na Áustria
- Semifinais: duas vezes em Gstaad, na Suíça, e uma nos ATPs de Barcelona, Viena, Quito e Paris
- Chegou três vezes em quartas-de-finais nos Grand Slams de Roland Garros, Wimbledon e do Aberto da Austrália.

Duplas
- 1981 - Campeão de duplas com João Soares no Aberto de Buenos Aires
- Quadrifinalista de Wimbledon com João Soares

## Finais

### Simples (0-2)
| Legenda (simples)           |
| Grande Slam (0)             |
| ATP World Tour Finals (0)   |
| ATP Super 9 (0)             |
| ATP Championship Series (0) |
| ATP World Series (0-2)      |

| Resultado    | No. | Data | Torneio            | Superfície | Adversário na final | Placar        |
| ------------ | --- | ---- | ------------------ | ---------- | ------------------- | ------------- |
| Vice-campeão | 1.  | 1982 | Kitzbühel, Áustria | Saibro     | Guillermo Vilas     | 6–7, 1–6      |
| Vice-campeão | 2.  | 1982 | São Paulo, Brasil  | Saibro     | José Luis Clerc     | 2–6, 7–6, 3–6 |

### Duplas (1-2)

#### Nível ATP
| Legenda (simples)           |
| Grande Slam (0)             |
| ATP World Tour Finals (0)   |
| ATP Super 9 (0)             |
| ATP Championship Series (0) |
| ATP World Series (1-2)      |

| Resultado    | No. | Data | Torneio                 | Superfície | Parceiro     | Adversários na final        | Placar        |
| ------------ | --- | ---- | ----------------------- | ---------- | ------------ | --------------------------- | ------------- |
| Vice-campeão | 1.  | 1979 | Buenos Aires, Argentina | Saibro     | João Soares  | Tomáš Šmíd Sherwood Stewart | 1–6, 5–7      |
| Campeão      | 1.  | 1981 | Buenos Aires, Argentina | Saibro     | João Soares  | Álvaro Fillol Jaime Fillol  | 7–6, 6–7, 6–4 |
| Vice-campeão | 2.  | 1983 | Viena, Áustria          | Dura (i)   | Cássio Motta | Mel Purcell Stan Smith      | 3–6, 4–6      |

#### Conquistas - Torneios menores
| Legenda (duplas) |
| Challenger (6)   |
| Futures (0)      |

| No. | Data                    | Torneio                               | Superfície | Parceiro          | Adversários na final       | Placar        |
| 1.  | 23 de julho de 1978     | Porto Alegre Challenger, Porto Alegre | Saibro     | João Soares       | Lito Álvarez Álvaro Fillol | 6-1, 6-0      |
| 2.  | 8 de setembro de 1980   | Campinas Challenger, Campinas         | Saibro     | João Soares       | Ney Keller Cássio Motta    | 7-5, 6-1      |
| 3.  | 23 de janeiro de 1984   | Guarujá Challenger, Guarujá           | Saibro     | Alexandre Hocevar | Álvaro Fillol Jaime Fillol | 6-7, 6-4, 6-4 |
| 4.  | 9 de maio de 1988       | Itu Challenger, Itu                   | Cimento    | Alexandre Hocevar | Ivan Kley Fernando Roese   | 6-4, 6-7, 6-4 |
| 5.  | 21 de agosto de 1989    | Goiania Challenger, Goiânia           | Saibro     | Alexandre Hocevar | Otavio Della Kevin Lubbers | 6-2, 6-2      |
| 6.  | 18 de fevereiro de 1991 | Americana Challenger, Americana       | Cimento    | Alexandre Hocevar | José Daher Fernando Roese  | 7-6, 6-4      |